# Nukuʻalofa
Nukuʻalofa je glavno mesto kraljevine Tonga v jugozahodnem Tihem oceanu in s 36.045 prebivalci (po popisu leta 2011) največje mesto v tej otoški državi. Stoji ob Marijinem zalivu (Maria Bay) na severni obali otoka Tongatapu, ki predstavlja eno od dveh najboljših naravnih pristanišč na vsem otočju. Z vzhoda in juga ga obdaja tudi laguna, ki pa je zaradi koralnih čeri in plitvin dostopna le manjšim čolnom.
Naselje sestavljata dva dela, ki sta bila nekoč sosednji vasi in sta zdaj ločeni enoti v upravni delitvi Tonge: Kolomotuʻa (stara vas) na zahodu in Kolofoʻou (nova vas) na vzhodu. Zdaj širše mestno območje zajema tudi nekaj drugih predelov v notranjosti otoka in privablja mnoge stalne ali dnevne migrante z drugih delov Tonge, tako da somestje vključuje tudi sosednje vasi, ki so s prestolnico povezane z razmeroma dobro razvitim cestnim omrežjem in služijo kot spalna naselja. Nukuʻalofa je glavno politično, gospodarsko in izobraževalno središče Tonge, s pristaniščem, ki je izhodišče za izvoz kopre, banan in drugih pridelkov ter izdelkov tradicionalne obrti, pa tudi nekaj lahke industrije. Med znamenitostmi sta kraljeva palača z grobnico in velika cerkev wesleyjanske ločine protestantizma. Velik del  poslovnega središča vključno s pristaniščem je nov, saj je bil leta 2006 uničen v množičnih izgredih, ki so izbruhnili zaradi preslišanih zahtev po političnih reformah.

## Zgodovina
Predel Kolomotuʻa je bil že v 19. stoletju rezidenca lokalnih poglavarjev z zahodnega dela otoka, nekoliko kasneje pa je prvi monarh ob podpori protestantskih misijonarjev ustanovil še Kolofoʻou. Otok je kot prvi Zahodnjak že leta 1643 odkril Abel Tasman, kasneje pa sta ga obiskala tudi Samuel Wallis in James Cook, prvi obisk angleških misijonarjev konec 18. stoletja pa se je izjalovil. Naslednjič so misijonarji prišli leta 1818 in leta 1829 izbrali Kolofoʻou za bazo, od koder so nameravali spreobrniti prebivalstvo otoka. Tam so zgradili prvo šolo, ki so ji kmalu sledile druge, s čimer je kraj postal izobraževalno središče in pritegnil mnoge. Leta 1845 je kralj George Tupou I. razglasil Nukuʻalofo za prestolnico in ji dal vlogo političnega središča, kmalu pa je tu zraslo tudi pomembno pristanišče.
Tonga se je konec 19. stoletja politično povezala z Nemškim cesarstvom, ki pa je nadzor kmalu prepustila Britanskemu imperiju v zameno za nevmešavanje v njihove interese na območju Samoe. Britanci so vzpostavili protektorat, a je Tonga ostala formalno samostojno kraljestvo. Ob izbruhu druge svetovne vojne je kraljevina skladno z zavezništvom napovedala vojno Nemčiji in Japonski.

### Druga svetovna vojna
V prvi polovici leta 1942 so po dogovoru z Britanci na Tongatapu prišle ameriške sile, katerih poveljniki so uvideli strateški pomen pristanišča za oskrbovanje ladij ter otoka kot celote za zračno postojanko na poti do Nove Zelandije in izhodišče za zračne operacije proti Samoi in Fidžiju. Mornarica je takrat zgradila oporišče za hidroplane, skladišče goriva in različne podporne zgradbe ter obrambne položaje. Tu so med drugim opravili zasilna popravila torpediranih letalonosilk USS Saratoga in USS North Carolina.
Zaradi razpleta bojev na pacifiškem bojišču ni oporišče med vojno nikoli delovalo s polno zmogljivostjo, če pa bi Japonci dobili bitko za Midway in nadaljevali z načrtovanim prodiranjem proti Samoi, bi pridobilo izjemen strateški pomen. Namesto tega se je bojišče pomaknilo proti severu in oporišče na Tongatapuju je postalo prvo južnopacifiško oporišče, ki ga je ameriška vojska opustila.

## Geografija

### Podnebje
Regija, kjer stoji mesto, ima deževno tropsko podnebje.
| Podnebni podatki za Nukuʻalofa (Elevation: 2m) | Podnebni podatki za Nukuʻalofa (Elevation: 2m) | Podnebni podatki za Nukuʻalofa (Elevation: 2m) | Podnebni podatki za Nukuʻalofa (Elevation: 2m) | Podnebni podatki za Nukuʻalofa (Elevation: 2m) | Podnebni podatki za Nukuʻalofa (Elevation: 2m) | Podnebni podatki za Nukuʻalofa (Elevation: 2m) | Podnebni podatki za Nukuʻalofa (Elevation: 2m) | Podnebni podatki za Nukuʻalofa (Elevation: 2m) | Podnebni podatki za Nukuʻalofa (Elevation: 2m) | Podnebni podatki za Nukuʻalofa (Elevation: 2m) | Podnebni podatki za Nukuʻalofa (Elevation: 2m) | Podnebni podatki za Nukuʻalofa (Elevation: 2m) | Podnebni podatki za Nukuʻalofa (Elevation: 2m) |
| Mesec                                          | Jan                                            | Feb                                            | Mar                                            | Apr                                            | Maj                                            | Jun                                            | Jul                                            | Avg                                            | Sep                                            | Okt                                            | Nov                                            | Dec                                            | Letno                                          |
| ---------------------------------------------- | ---------------------------------------------- | ---------------------------------------------- | ---------------------------------------------- | ---------------------------------------------- | ---------------------------------------------- | ---------------------------------------------- | ---------------------------------------------- | ---------------------------------------------- | ---------------------------------------------- | ---------------------------------------------- | ---------------------------------------------- | ---------------------------------------------- | ---------------------------------------------- |
| Rekordno visoka temperatura °C                 | 32                                             | 32                                             | 31                                             | 30                                             | 30                                             | 28                                             | 28                                             | 28                                             | 28                                             | 29                                             | 30                                             | 31                                             | 32                                             |
| Povprečna visoka temperatura °C                | 29.4                                           | 29.9                                           | 29.6                                           | 28.5                                           | 26.8                                           | 25.8                                           | 24.9                                           | 24.8                                           | 25.3                                           | 26.4                                           | 27.6                                           | 28.7                                           | 27.3                                           |
| Povprečna dnevna temperatura °C                | 26.4                                           | 26.8                                           | 26.6                                           | 25.3                                           | 23.6                                           | 22.7                                           | 21.5                                           | 21.5                                           | 22.0                                           | 23.1                                           | 24.4                                           | 25.6                                           | 24.1                                           |
| Povprečna nizka temperatura °C                 | 23.4                                           | 23.7                                           | 23.6                                           | 22.1                                           | 20.3                                           | 19.5                                           | 18.1                                           | 18.2                                           | 18.6                                           | 19.7                                           | 21.1                                           | 22.5                                           | 20.9                                           |
| Rekordno nizka temperatura °C                  | 16                                             | 17                                             | 15                                             | 15                                             | 13                                             | 11                                             | 10                                             | 11                                             | 11                                             | 12                                             | 13                                             | 16                                             | 10                                             |
| Povprečna količina dežja mm                    | 174                                            | 210                                            | 206                                            | 165                                            | 111                                            | 95                                             | 95                                             | 117                                            | 122                                            | 128                                            | 123                                            | 175                                            | 1.721                                          |
| Povp. št. deževnih dni                         | 17                                             | 19                                             | 19                                             | 17                                             | 15                                             | 14                                             | 15                                             | 13                                             | 13                                             | 11                                             | 12                                             | 15                                             | 180                                            |
| Povprečna relativna vlažnost (%)               | 77                                             | 78                                             | 79                                             | 76                                             | 78                                             | 77                                             | 75                                             | 75                                             | 74                                             | 74                                             | 73                                             | 75                                             | 76                                             |
| Vir: Weatherbase                               |                                                |                                                |                                                |                                                |                                                |                                                |                                                |                                                |                                                |                                                |                                                |                                                |                                                |

## Mednarodne povezave
Nukuʻalofa ima uradne povezave (pobratena/sestrska mesta oz. mesta-dvojčki) z naslednjimi kraji po svetu:
- Whitby, Združeno kraljestvo
- Hazleton, Združene države Amerike